# Richard Golle
Richard Golle, (Berlín, 28 d'abril de 1895 - 1948) va ser un ciclista alemany que fou professional de 1914 a 1928. Del seu palmarès destaca els dos Campionats nacionals en ruta.

## Palmarès
- 1919
  -  Campió d'Alemanya en ruta
  - 1r a la Bayerische Rundfahrt
- 1923
  -  Campió d'Alemanya en ruta
  - 1r a la Rund um Leipzig